# Heliconia sylvicola
Heliconia sylvicola là một loài thực vật có hoa trong họ Heliconiaceae. Loài này được DC. mô tả khoa học đầu tiên.